# Veniamin Borísov
Veniamín Ivánovich Borísov, (en ruso: Вениамин Иванович Борисов, 16 de abril de 1935, Susánino, Óblast de Kostromá, URSS) - Artista Ruso Soviético, miembro de la Unión de Artistas de San Petersburgo, uno de los representantes de la Escuela de Pintura de Leningrado.

## Biografía
Veniamín Borísov nació el 16 de abril de 1935 en Susánino, Óblast de Kostromá, URSS. En 1957 Borísov se graduó de la Escuela de Arte de Yeléts. En 1957-1963 estudió en Leningrado en la facultad de pintura en el Instituto Repin.
Realizó exposiciones desde 1957. Pintó mayormente paisajes, naturaleza muertas, escenas de género. Fue un miembro de la Unión de Artistas de Leningrado desde 1968. El tema principal de su trabajo fueron las imágenes de la infancia y la adolescencia, los pueblos del norte de la forma de vida campesina, paisajes y tierras de nativos de la Rusia central.
Veniamín Borísov es miembro de la Academia de Pedro el Grande de las Artes y las Ciencias. Sus pinturas residen en Museos y colecciones privadas de Rusia, Japón, en los EE. UU., Finlandia y otros países. Entre sus exposiciones personales se encontraban en San Petersburgo en 1994 y 2005.